# Anthony Giacoppo
Anthony Giacoppo, né le 13 mai 1986, est un coureur cycliste australien.

## Biographie
En janvier 2013, il est sélectionné au sein de l'équipe nationale australienne pour participer au Tour Down Under.

## Palmarès
- 2011
  - 2e du championnat d'Australie du critérium
  - 2e du Tour de Perth
  - 3e du Tour de Geelong
- 2012
  -  Champion d'Australie du critérium
  - 3e étape de la Jayco Bay Classic
  - 1re et 3e étapes du Tour de Taïwan
  - 3e étape du Tour de Bornéo
  - 3e étape du Tour of Gippsland
  - Tour of the Great South Coast :
    - Classement général
    - 7e étape

  - Prologue du Tour de Kumano
  - 2e, 3e et 5e étapes du Tour of the Murray River
  - 1re étape du Tour de Tasmanie (contre-la-montre par équipes)
  - 2e du National Road Series
  - 3e de la Jayco Bay Classic
- 2013
  - 2e étape de la Battle on the Border
  - 4e étape du Jelajah Malaysia
  - 1re, 4e et 6e étapes du Tour of Gippsland
  - 3e, 4e et 5e étapes du Tour of the Great South Coast
- 2014
  - 2e du championnat d'Australie du critérium

- 2016
  - 1re et 3e étapes du Tour du Japon
  - Prologue et 1re étape du Tour de Tasmanie
  - 2e de Paris-Chauny
  - 3e du championnat d'Australie du critérium

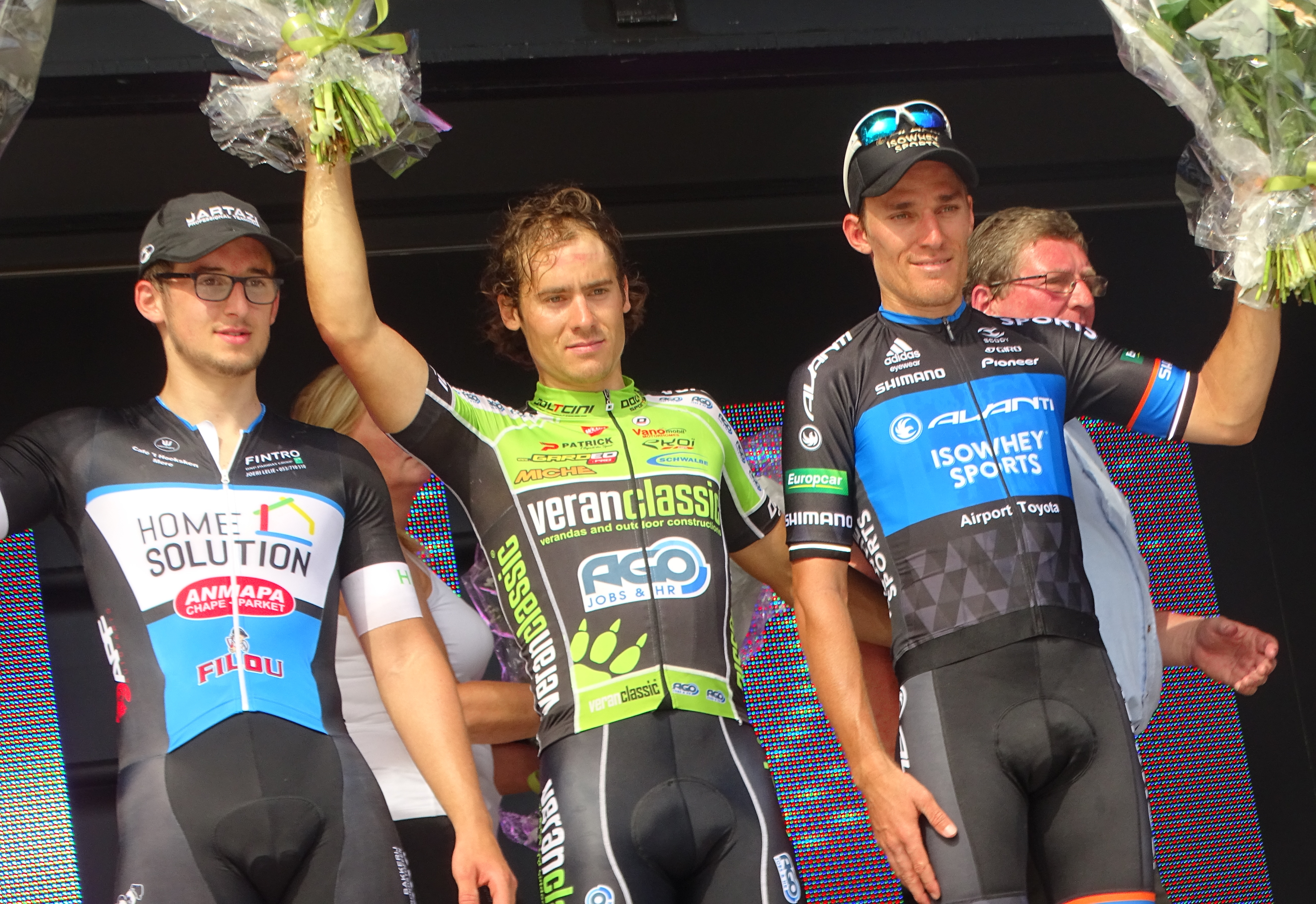
Podium de l'édition 2016 du Grand Prix de la ville de Saint-Nicolas : Alfdan De Decker (2e), Justin Jules (1er) et Anthony Giacoppo (3e).

  - 3e du Grand Prix de la ville de Saint-Nicolas
- 2018
  - Prologue et 2e étape du Tour de Chine II

## Classements mondiaux
| Année            | 2011 | 2012 | 2013 | 2014 | 2015 | 2016 | 2017 |
| ---------------- | ---- | ---- | ---- | ---- | ---- | ---- | ---- |
| UCI Asia Tour    | 322e | 27e  | 127e | 353e |      | 168e | 116e |
| UCI Oceania Tour |      | 21e  |      |      |      |      |      |
| UCI Europe Tour  |      |      |      |      |      | 654e |      |